# Четвърта Горноджумайска въстаническа оперативна зона
Четвърта Горноджумайска въстаническа оперативна зона е териториална и организациона структура на т. нар. Народоосвободителна въстаническа армия (НОВА) по време на комунистическото съпротивително движение в България (1941-1944) през Втората световна война.
Четвърта Горноджумайска въстаническа оперативна зона на НОВА е създадена през юли 1943 година от Горноджумайската окръжна организация на БРП (к). Зоната е разделена на 5 района: Разложки, Горноджумайски, Светиврачки, Неврокопски и Петрички. По указание на Ц.К. на БРП (к) и Главния щаб на НОВА е сформиран тричленен щаб на зоната:
- Комендант (командир) на въстаническата зона – Никола Парапунов
- Заместник-командир – Арсо Пандурски
- Член на щаба – Стойне Лисийски[3]

От март 1944 година командир е Крум Радонов, политкомисар Никола Рачев, заместник-командир Иван Тричков, заместник-политкомисар Георги Топалов.
В зоната действат пет партизански отряда и бойни групи:
- Партизански отряд „Никола Калъпчиев“
- Партизански отряд „Никола Парапунов“
- Партизански отряд „Яне Сандански“
- Партизански отряд „Антон Попов“
- Партизански отряд „Анещи Узунов“
- От края на август 1944 г. и част от Рило-пирински партизански отряд[5]